# Pentispa aequatoriana
Pentispa aequatoriana là một loài bọ cánh cứng trong họ Chrysomelidae. Loài này được Wesie miêu tả khoa học năm 1910.